# 埃尔德·波斯蒂加
埃尔德·曼努埃尔·马克斯·波斯蒂加，葡萄牙足球运动员。

## 个人履历
波斯蒂加，1982年8月2日生于葡萄牙小城孔迪镇。

### 俱乐部生涯
10岁时，他进入了巴希姆队的青训营，直到1996年——时年14岁的波斯蒂加，转入了波尔图的青训体系，直至2000年正式出道成为职业球员。
在波尔图，初出茅庐的波斯蒂加在两个赛季58次登场中射入22球。这一表现使他得到许多关注，2003年夏，英格兰足球超级联赛球队热刺以900万欧元的价格将他引进，根据合同条款，转会费最高可达1200万欧元。
然而在英国的一年，波斯蒂加只能交出19场联赛进1球的成绩单，这与他之前的表现相去甚远。于是一年后，他又返回葡萄牙，再次加入波尔图，转会费为750万欧元。
波斯蒂加此后在球队效力了4年时间，期间他曾经两次被其他球队借用，分别来到法国和希腊，代表法国足球甲级联赛的圣埃蒂安16场2球，代表希腊的潘纳辛奈科斯14场2球，成绩都不算出色。
2008年，波斯蒂加以250万欧元的低价转会了葡萄牙另一豪门里斯本竞技。在里斯本，波斯蒂加的状态有所恢复，但留下的战绩也仅是3个赛季，71次出场12个进球。
2011年夏，波斯蒂加离开祖国，来到邻国西班牙。他以100万欧元的身价加盟皇家萨拉戈萨，当时队内还有他的同乡——费尔南多·梅拉和鲁文·米凯埃尔。
在萨拉戈萨，波斯蒂加70次联赛出场，收获23个进球。2013年夏，失去主力前锋罗贝托·索尔达多（转会加盟英超热刺）的巴伦西亚斥资260万欧元将其引进， 并将其视为索尔达多的替代者。波斯蒂加在对阵巴塞罗那的比赛里射入两球，却难免球队2:3输给对手。2014年1月，波斯蒂加在冬季转会窗期间租借加入了意甲球队拉齐奥，为期半个赛季，出场5次没有进球。
2014年秋，波斯蒂加提前解除与巴伦西亚的合同，自由转会加入了拉科鲁尼亚。

### 国家队生涯
波斯蒂加自2003年入选葡萄牙队以来，一直是球队主力前锋的常备人选。2004年欧洲杯、2006年世界杯、2008年欧洲杯、2012年欧洲杯、2014年世界杯等大赛，波斯蒂加均有入围葡萄牙队最终名单参赛。
波斯蒂加共为国出场70次，打进27球，在葡萄牙队历史射手榜上排名第六，位于基斯坦奴·朗拿度（51球）、保莱塔（47球）、尤西比奥（41球）、路易斯·菲戈（32球）、努诺·戈麦斯（29球）之后。若只比较现役球员，波斯蒂加则排名第二，仅次于基斯坦奴·朗拿度。